# Alexandre Du Mège
Pour les articles homonymes, voir Mège.
Louis Charles André Alexandre Du Mège ou Dumège, né à La Haye le 5 décembre 1780 et mort à Toulouse le 6 juin 1862, est un érudit, archéologue et historien français. 
Il est aussi connu pour son implication dans l'affaire du « faux » de Nérac.

## Biographie
Il hérite de son père, comédien arrivé à Toulouse en 1786, une collection d'antiquités et le goût pour la numismatique et l'archéologique. Ses études classiques sont quelque peu limitées, il doit compenser sa méconnaissance du latin, de l'hébreu et du grec par un surcroît de travail et de lecture. Dans sa jeunesse, il parcourt les Pyrénées à la recherche de sculptures, autels, et autres antiquités des Volques Tectosages.
En 1814, le maire de Toulouse lui confie la défense de la ville selon les directives du maréchal Soult, mais son plan est fortement désapprouvé par les officiers du génie, et il leur en gardera une rancœur tenace.
Chargé de mission par le préfet, il décrit dans ses mémoires adressés à Paris les antiquités du département de la Haute-Garonne et fait entrer au musée bon nombre d'œuvres médiévales, du cloître de la Daurade et de Saint Étienne, notamment. Du Mège est l'Alexandre Lenoir toulousain, et rêve de créer dans le cloître des Augustins l'équivalent méridional du Musée des monuments français : il reconstitue de faux tombeaux ou de vrais portails, rédige de façon contradictoire les notices des œuvres dans les éditions successives des catalogues qu'il publie. Il est cofondateur en 1831 de la Société archéologique du Midi de la France. A 50 ans, il est conservateur des antiquités et des sculptures médiévales du Musée des Augustins. Correspondant de l'Académie des inscriptions et belles-lettres, il est à l'origine des collections archéologiques de la ville de Toulouse.
Entre 1840 et 1846 Alexandre Du Mège ambitionne de poursuivre l'œuvre des bénédictins Devic et Vaissète en fournissant une nouvelle édition complétée de l'Histoire générale de Languedoc. Mais cette édition publiée chez Jean-Baptiste Paya est généralement considérée comme peu fiable et pleine d'erreurs. De 1836 à sa mort, il est mainteneur de l'Académie des jeux floraux de Toulouse (fauteuil 31).
En 1852, il imagine un décor néo-gothique pour les cryptes de Saint-Sernin de Toulouse, qui sera détruit au début des années 1960 lors de la reprise des travaux de restauration de la basilique.
Malgré les défauts qu'on peut lui reprocher, en particulier son absence de rigueur scientifique, il n'en demeure pas moins l'un des principaux inventeurs de l'archéologie méridionale, un personnage « à mi-chemin entre la science et le mythe, unissant l'érudition et l'imagination, la fiction au réel ».

## L'affaire du «faux» de Nérac

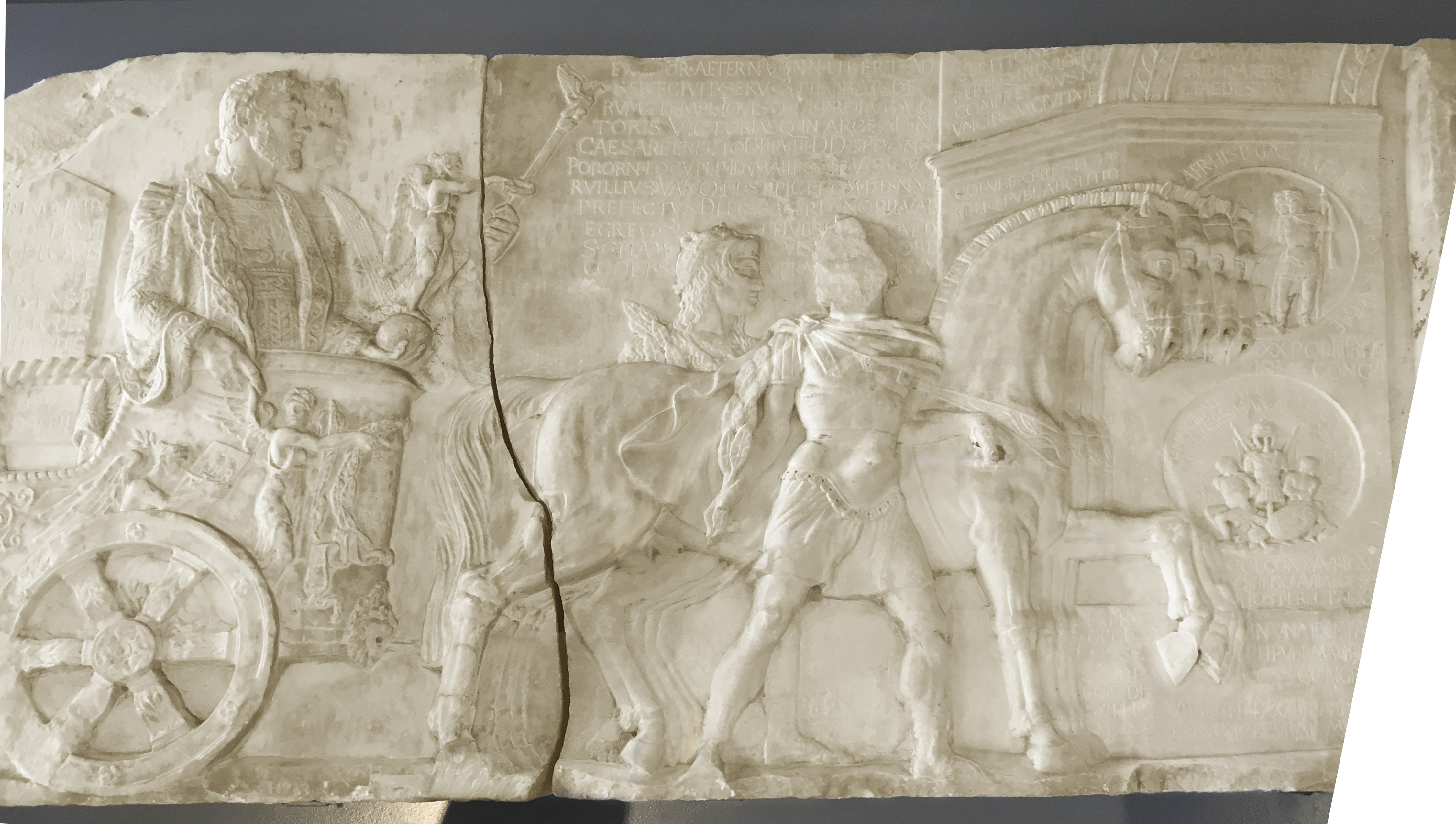
Le « faux » de Nérac : bas-relief des deux empereurs Tetricus.

L'affaire du bas-relief des Tetricus trouvé en fouilles à Nérac entache considérablement sa réputation. Un bas relief en marbre représentant les empereurs Tetricus Ier est découvert en 1832 à Nérac en Lot-et-Garonne. Il s'agissait en fait d'une villa gallo-romaine située au lieu-dit de la Garenne qui fut fouillée sous la direction du sculpteur-faussaire Maximilien Théodore Chrétin. Celui-ci produisit des bas-reliefs et des inscriptions attribuées aux Tetricus avec la complicité de Du Mège. L'authenticité de ces pièces fut rapidement mise en doute et dès le 17 novembre 1834, l'Académie des inscriptions et belles lettres proclama fausses ces inscriptions. Plusieurs d'entre elles attestaient l'existence d'une Néra qui aurait été l'épouse de Tetricus Ier. Or, dans une note des actes de la SAM (p. 209 du t1), Du Mège affirme avoir découvert cette Néra avant Chrétin, preuve de sa complicité avec le faussaire. Cette supercherie faillit perdre la Société archéologique du Midi de la France qui persista à masquer la complicité de son secrétaire jusqu'à une date récente, plusieurs de ses dignitaires persistant à affirmer en 1841, 1865, 1889 et jusqu'en 1940 que le fameux quadrige conservé au musée Saint-Raymond est une pièce authentiquement romaine, sauf les inscriptions ajoutées par Chrétin. Dans un ouvrage récent, H. Delpont a fait litière de ces interprétations et démontré, preuves à l'appui, la complicité de Du Mège.

## Œuvres

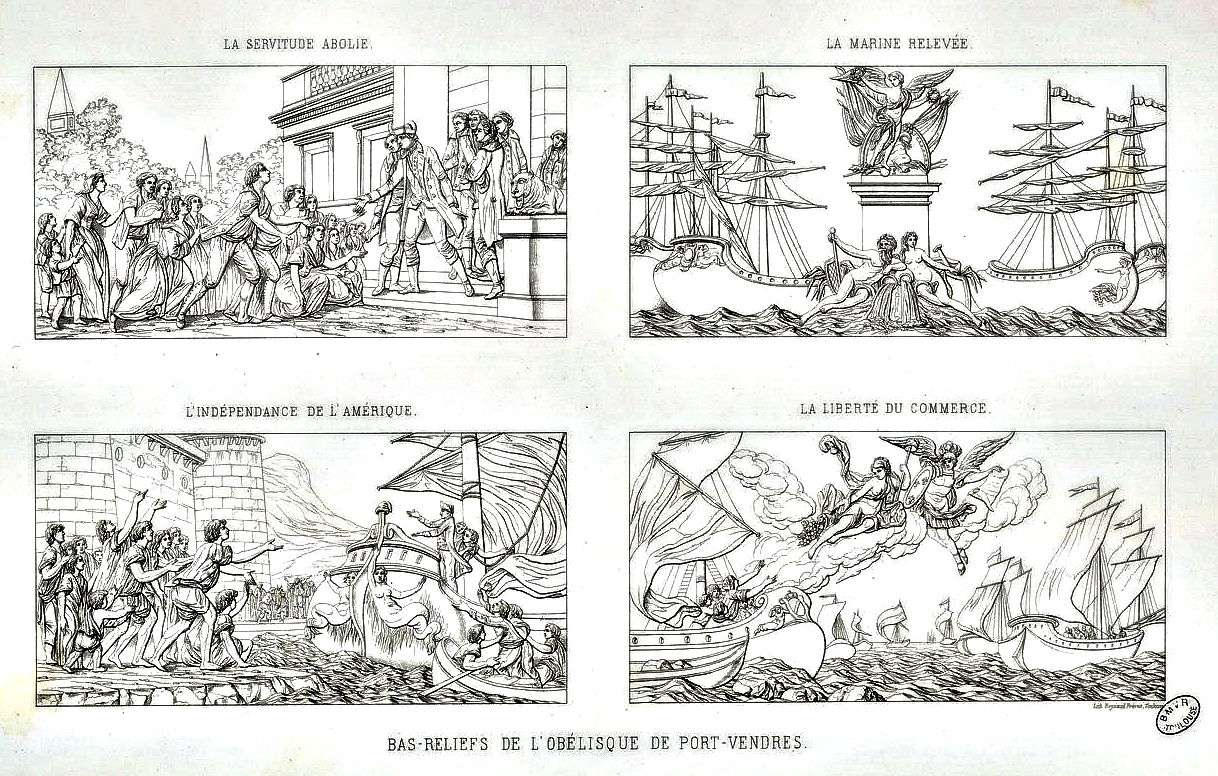
Du Mège - Bas-reliefs de l'obélisque de Port-Vendres, 1858-1862

- Monumens religieux des Volces-Tectosages, des Garumni et des Convenae, ou Fragmens de l'Archæélogie pyrénéenne, et Recherches sur les Antiquités du Département de la Haute-Garonne, par M. Alexandre-Louis-Charles-André Du Mège, Toulouse, Bénichet cadet, 1814. Edition parisienne de la même année[5], chez Alexandre Johanneau, agrémentée de gravures sur cuivre de Germain Chambert.
- Archéologie pyrénéenne, antiquités religieuses historiques, militaires, artistiques… d'une portion de la Narbonnaise et de l'Aquitaine nommée plus tard Novempopulanie, Toulouse, Delboy, 1858.
- Biographie toulousaine ou dictionnaire historique des personnages qui par des vertus, des talens, des écrits, de grandes actions, des fondations utiles, des opinions singulières, des erreurs, etc, se sont rendus célèbres dans la ville de Toulouse, ou qui ont contribué à son illustration, Paris, Michaud, 1823.
- Description du Musée des antiques de Toulouse par M. Alexandre Du Mège, Toulouse, Impr. J.-M. Douladoure, 1835.
- Le Cloître de S.-Étienne de Toulouse[6], Castelnaudary, Louis Groc, 1836.
- Statistique générale des départemens pyrénéens, ou des provinces de Guienne et de Languedoc par M. Alexandre Du Mège, Paris, Treuttel et Wurtz, 1828-1829.
- Histoire des institutions religieuses, politiques, judiciaires et littéraires de la ville de Toulouse[7], Toulouse, L. Chapelle, 1844-1846.
- Précis historique de la bataille de Toulouse livrée le 10 avril 1814, entre l'armée française commandée par le maréchal Soult, duc de Dalmatie et l'armée alliée, sous les ordres de lord Wellington, par le chevalier Alex. Du Mège, Toulouse, Delboy, 1852.